# Pompeia Plotina
Pompeia Plotina († 121/122) Traianus római császár felesége volt. Filozófiában való jártasságáról, erényéről, szokásainak egyszerűségéről volt ismert. Különösen az athéni epikureus iskola tanai iránt érdeklődött.

## Élete
Plotina Hispania Baetica provinciában nőtt fel a ma Tejada la Vieja romvárosként ismert településen (a mai Escacena del Campo város területén). Lehetséges, hogy Gallia Narbonensis tartományban, Nemausus városában (ma Nîmes) született Nero uralkodása idején (i. sz. 54–68) vagy a 70-es években. Apja Lucius Pompeius volt. Nemausus városából ismert egy Pompeia L. f. Marullina nevű nő is, aki talán a rokona (esetleg a nővére) volt. A Plotina név arra utalhat hogy anyját talán Plotiának hívták. Egy herculaneumi feliraton szereplő Ulpia Plotina nevű nőről feltételezik, hogy Traianus nagynénje lehetett; ebből arra következtetnek, hogy ha a Plotina név használatban volt korábban is az Ulpius nemzetségben, akkor Traianus és Pompeia Plotina bizonyos fokig rokonságban állhattak.
Ifjúságáról nem sokat tudunk. 90 körül férjhez ment a szintén dél-hispániai születésű Marcus Ulpius Traianushoz, aki ekkor már tekintélyes államférfi és légióparancsnok volt; 91-ben consuli hivatalt is viselt. Boldog házasságban éltek, de gyerekük nem született (Traianusról ismert, hogy inkább a fiúkhoz vonzódott).

## A császárné

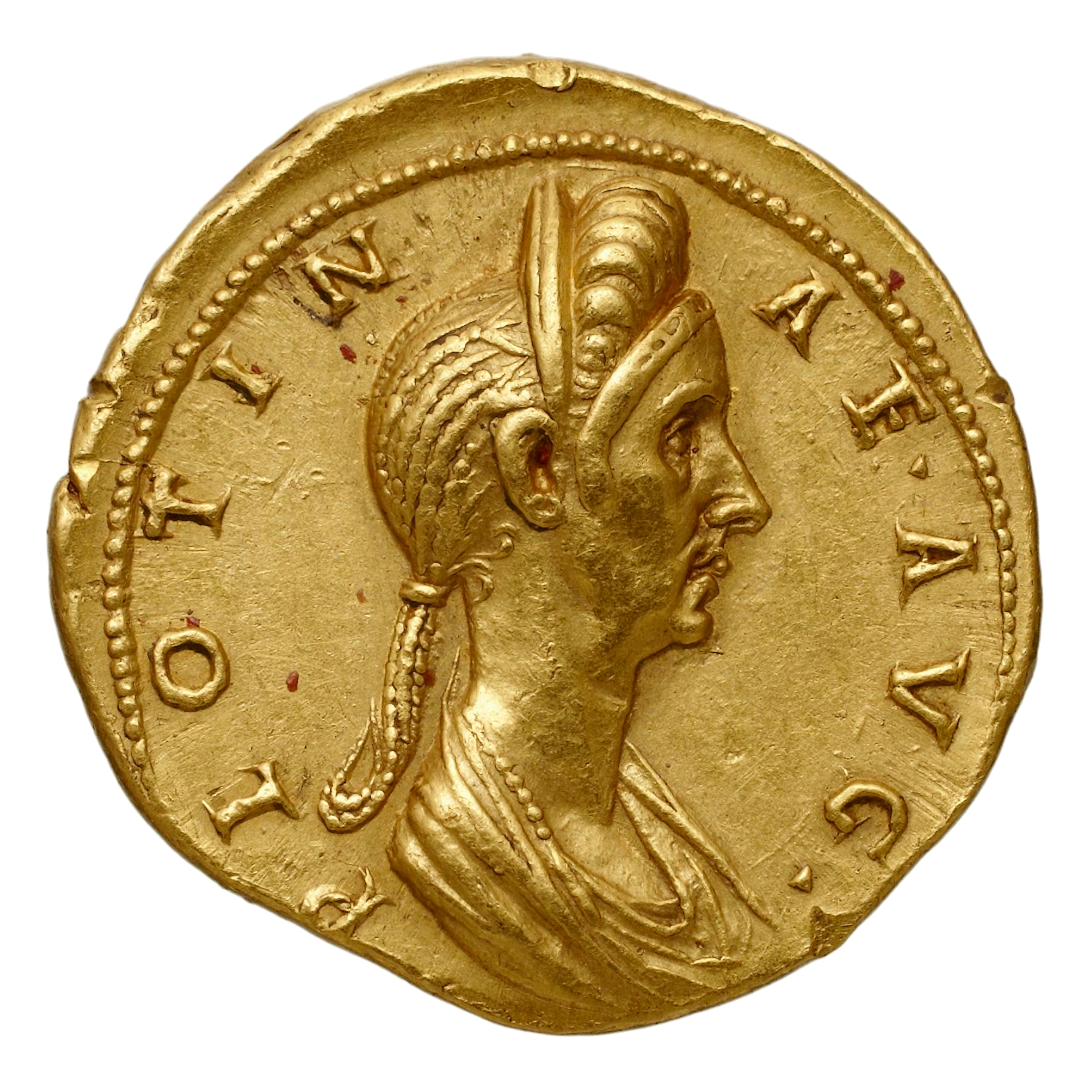
Hadrianus aureusa Plotina arcképével

98. január 28-án a szenátus Traianust (Nerva örököseként) a birodalom császárává nyilvánította. Cassius Dio szerint amikor Plotina belépett a császári palotába, ezt mondta kísérőinek: "Olyan asszonyként lépek be ide, amilyen lenni szeretnék, amikor majd távozom." Ilyen és hasonló megnyilvánulásokkal igyekezett megváltoztatni azt a képet, amely a közvéleményben az uralkodók és asszonyaik léha és kicsapongó életéről élt. Hagyományos római "matrónaként" viselkedett, visszafogott és erkölcsös életet élt; Vestához, a szent tűz szűzies őréhez és Minervához, a bölcsesség istennőjéhez hasonlították. Férje 100-ban felajánlotta számára az augusta kitüntető címet, de ekkor visszautasította, csak 105-ben fogadta el. A pénzérméken is csak 112-től jelenik meg a képmása.
100-ban az ő közreműködésével jött létre a Hadrianus (Traianus másodunokaöccse volt, aki 86-ban megárvult és a császár gyámként vállalta a felnevelését) és Vibia Sabina (Traianus unokahúgának lánya) közötti házasság.

### Hadrianus örökösödése
Traianus 117 augusztusában több hónapnyi betegség után meghalt. Ezt követően egy levelet mutattak be a szenátusnak, amelyet állítólag Traianus írt a halálos ágyán, de nem ő, hanem szokatlan módon Plotina írta alá. A levélben a császár fiává fogadta és örökösévé nyilvánította Hadrianust. A rosszindulatú pletykák szerint a levelet Plotina és állítólagos szeretője, Attianus testőrparancsnok (praefectus praetorio) hamisította, hogy biztosítsák az általuk kedvelt Hadrianus örökösödését. A császár holttestét özvegye, unokahúga (Salonia Matidia) és Attianus kísérte Antiochiába, majd onnan a hamvait Rómába. 

## Az özvegy
Plotina életének legjobban dokumentált tevékenysége ezután történt, amikor 121-ben a birodalmat inspektáló Hadrianusszal levelezett arról, hogy ki legyen az athéni epikureus filozófiai iskola új vezetője. Javasolta, hogy változtassanak az aktuális szabályzaton, hogy az ideiglenes vezetőt, Popillius Theotimust tényleges vezetővé nevezhessék ki. Hadrianus elfogadta érvelését. A levelekből kiderül, hogy az államügyekben gondosan a háttérbe húzódó Plotina valójában igen művelt nő volt, aki a szívéhez közel álló ügyekben hajlandó volt aktívan fellépni.
Röviddel ezután Plotina megbetegedett és meghalt. A szenátus istennővé nyilvánította, hamvait férje mellé temették a Traianus-oszlop alapzatában. 123-ban Hadrianus basilicát építtetett a tiszteletére szülővárosában, Nemaususban.

## Fordítás
- Ez a szócikk részben vagy egészben  a   Pompeia Plotina című angol Wikipédia-szócikk ezen változatának fordításán alapul.  Az eredeti cikk szerkesztőit annak laptörténete sorolja fel. Ez a jelzés csupán a megfogalmazás eredetét és a szerzői jogokat jelzi, nem szolgál a cikkben szereplő információk forrásmegjelöléseként.